# باتريك ماكنمارا (عالم أعصاب)
باتريك ماكنمارا (من مواليد 1956) عالم أعصاب أمريكي وأستاذ مشارك في علم الأعصاب في كلية الطب بجامعة بوسطن ومدير مختبر السلوك العصبي التطوري بالكُلِّية. تركزت أعماله على ثلاثة موضوعات رئيسية: النوم والأحلام، الدين، والعقل\الدماغ.

## سيرة ذاتية
ولد ماكنمارا في فيتشبيرغ بولاية ماساتشوستس في 4 يناير 1956. تم قبوله في جامعة ماساتشوستس بوسطن ودرس الفلسفة أثناء عمله بدوام كامل كطبيب في مركز الكحول وإزالة السموم في بوسطن، حيث طور اهتمامًا باضطرابات العقل / الدماغ. انتقل إلى جامعة بوسطن وحول مجال دراسته الرئيسي إلى علم النفس العصبي، وتخرج بدرجة البكالوريوس في علم النفس في عام 1986. حصل على الدكتوراه بكالوريوس في العلوم العصبية السلوكية من جامعة بوسطن عام 1991. تضمّن مشروعه للدكتوراه تحقيقات نفسية لغوية في اضطرابات الذاكرة المرتبطة بمتلازمة فيرنيك كورساكوف. حصل على زمالة بعد الدكتوراة لمدة ثلاث سنوات في مركز أبحاث الحبسة (فقدان القدرة على الكلام) في بوسطن.
في عام 1994 ، أصبح أستاذاً مساعداً في قسم علم النفس في كلية جامعة الولاية في بوفالو، نيويورك. في الفترة من 1999 إلى 2012 ، كان أستاذاً مساعداً في كلية الطب بجامعة بوسطن. وما زال حاصلًا على منصب في قسم الأمراض العصبية هناك كأستاذ مشارك لعلم الأعصاب، على الرغم من أنه لم يعد يدرس. في عام 2005 ، أصبح مديرًا لمعمل الأبحاث التابع لـ BUSM و VA ، ومنذ ذلك الحين أجرى بحثًا يركز على مرض باركنسون والدين والنوم والأحلام. وقد بدأ مؤخراً أيضًا رعاية طلاب الدراسات العليا من خلال جامعة الدراسات العليا عبر الإنترنت جامعة نورث سنترال . في عام 2013 ، تم تعيينه كبير المستشارين العلميين في شركة Sleepboard and dreams لشركة Dreamboard.  وهو أيضًا محرر مؤسس لمجلة Religion و Brain و Behavior . 

## ابحاث
تدور أبحاث ماكنمارا حول موضوعات الإدراك واللغة والتدين عند الأشخاص المصابين بمرض باركنسون. من حيث النوم والأحلام، ركز عمله إلى حد كبير على اختلافات محتوى الأحلام في مرحلة حركة العين السريعة (REM) أثناء النوم، والكوابيس وأسلوب الارتباط. فلسفة ماكنمارا الشخصية واضحة جدًا في كتاباته، إذ يرى الدين كممارسة تعزز الفردية واللياقة الإنجابية في مقابل وظائف الدين المعززة للجماعة.  تمول أبحاثه الحالية من قبل مؤسسة جون تيمبلتون لدراسة الاختلافات المعرفية والدينية لدى الأشخاص المصابين بمرض باركنسون.  تقع هذه الدراسة في بوسطن وتتضمن تصوير الأعصاب كذلك.

## كتب

### نشرت
- باتريك ماكنمارا، علم النفس العصبي المعرفي لمرض باركنسون، معهد ماساتشوستس للتكنولوجيا، 2011 ، (ردمك 978-0-262-01608-7)
- باتريك ماكنمارا، علم الأعصاب للتجربة الدينية، مطبعة جامعة كامبريدج، 2009 ، (ردمك 978-0521889582) [3] [5] [6]
- باتريك مكنمارا، علم النفس التطوري للنوم والأحلام. مطبعة جامعة كامبريدج، 2004. (ردمك 9780275978754) ISBN   9780275978754 [7] [8]
- باتريك مكنمارا ويسلي جيه وايلدمان، العلوم وديانات العالم، براغر، 2012 ، (ردمك 978-0313387326) [9]
- باتريك مكنمارا، حيث يجتمع الله والعلوم : كيف تغيّر الدراسات العقلية والتطورية فهمنا للدين، Praeger Publishers ، 2006 ، (ردمك 0275987884) [10]
- باتريك مكنمارا، الكوابيس : علم وحلول تلك الرؤى المخيفة أثناء النوم، براغر، 2008 ، (ردمك 978-0313345128) [11]
- باتريك مكنمارا، حيازة الروح والتاريخ: التاريخ وعلم النفس وعلم الأعصاب. ويستفورد، CT: ABC-CLIO. 2011.
- باتريك مكنمارا، العقل والتقلب: الداروينية العقلية والذاكرة والنفس. ويستبورت، ط م: براغر / غرينوود برس. عام 1999.

### حرّر
- ديردري باريت وباتريك ماكنمارا، موسوعة النوم والأحلام، غرينوود، 2012 ، (ردمك 978-0313386640) [12]

## روابط خارجية
- الصفحة الرسمية في جامعة بوسطن